# Escape (Circus Devils)
Escape è il dodicesimo album in studio long playing del gruppo Circus Devils, pubblicato negli Stati Uniti nel 2014, in vinile e in CD dalla Happy Jack Rock Records. I Circus Devil sono uno dei progetti paralleli di Robert Pollard, leader e fondatore dei Guided by Voices. Tutte le canzoni sono state scritte ed eseguite da Robert Pollard, Todd Tobias e Tim Tobias.

## Tracce
Lato A
1. Thin Escape
2. The Big Strong Sea
3. Eye Mask of Leaves
4. To Be So Welcome
5. Animals Are Alarm Clocks
6. Demons of the Purple Subway
7. Hacking at a Hedge
8. They're Not Real Honey
9. The Gravity Test
10. Play Alice

Lato B
1. Bouncing of the Dolls
2. The Night of Anything
3. Bouncing of the Heads
4. Draw a Flag
5. Eat at Eat
6. I Am Looking
7. The Result of a Smiling Man
8. Diamond Boys
9. Escape